# Podatność (mechanika)
Podatność – podatność ośrodka ciągłego lub układu mechanicznego mówi, jaka deformacja zostanie uzyskana pod działaniem jednostkowej siły. Jest to więc odwrotność sztywności. 
{\displaystyle S_{c}=u/F}
- podatność skrętna, np. wału:
zdefiniowana jest jako stosunek kąta skręcenia do przyłożonego momentu.
- podatność wzdłużna, np. sprężyny:
zdefiniowana jest jako stosunek przemieszczenia do siły[1].
- podatność dynamiczna, np. łopatki turbiny:
zatem podatność jest stosunkiem amplitudy przemieszczeń przy drganiach harmonicznych do odpowiedniej amplitudy siły wymuszającej[1].